# 군수물자
군수물자(軍需物資)은 군사목적으로 사용되는 물품으로 무기, 군복, 식량 등을 망라한다. 군수품, 군용품 등으로 많이 지칭된다.
소총등 무기를 제외한 군용품중에 방독면, 탄띠, 군복과 같이 군용으로만 사용되는 물품이 있지만 식량과 같은 생활필수품도 있다.

## 보급 등급
미국군의 보급 등급는 AR 710-2에 기술된 내용에 따라 다음과 같다. 그리고 대한민국 국군 또한 이 체계를 그대로 받아들여서 똑같다.
- Class I→제1종 - 주식과 부식을 포함한 전투식량 등 전투상황 및 지리적인 차이에 구애 됨이 없이 대략 1일 일정한 율로 소모되는 품목.
- Class II→제2종 - 피복,개인장구, 천막,행정보급품,내무생활용 보급품,수공구 등의 품목.
- Class III→제3종 - 석유, 연료, 윤활유 및 절연유, 보존유, 액체, 압축기체, 냉각제, 해빙제, 방독제, 첨가제, 석탄 등의 품목.
- Class IV→제4종 - 공사자재, 설치된 장비를 포함한 모든 건축자재 및 축성자재.
- Class V→제5종 - 화학탄을 포함한 모든 탄약,폭파자재, 신관, 기폭약 등의 탄약.
- Class 6(VI)→제6종 - 개인 수요품목(비군사 판매품), 즉 군 매점계통에서 판매되는 품목.
- Class 7(VII)→제7종 - 주요 완제품,최종결합체, 즉 각종 차량,총포, 기계 등의 품목.
- Class 8(VIII)→제8종 - 의무기재, 약품,위생소모품,의무수리 부속품 등의 품목.
  - Class 8a(VIIIa)→제8a종
  - Class 8b(VIIIb)→제8b종
- Class 9(IX)→제9종 - 수리부속품(의무장비 수리부속품 제외), 모든 장비의 정비지원에 소요 되는 킷트, 결합체를 포함한 부속 및 구성품.
- Class 10(X)→제10종 - 1종에서 9종까지의 분류에 속하지 않는 물자, 즉 비군사 목적, 대민 지원물자 및 자재
- Miscellaneous→기타 – 물, 인양된, 그리고 강탈한 물자.

## 같이 보기
- 군수 (군사)
- 병참

## 참고

### 인용
1. ↑  AR 710-2 2008, 6쪽

### 자료
- 〈Chapter 1, Annex A: Classes of Supply〉. 《NATO: Logistics Handbook》 (영어). NATO. 1997년 10월. 2023년 6월 13일에 확인함.
- 《AR 710-2 Supply Policy Below the National Level》 (PDF). Army Publishing Directorate. 2008년 3월 28일. 2023년 6월 13일에 확인함.